# Fear Street: Prom Queen
Fear Street: Prom Queen är en amerikansk thriller- och skräckfilm som hade premiär på Netflix under 2025. Filmen är regisserad  av Matt Palmer, efter ett manus skrivet av Palmer och Donald McLeary, som i sin tur är baserad på romanen The Prom Queen. Detta är den fjärde filmen i Fear Street-serien.

## Handling
När eleverna på Shadyside High förbereder sig för balen 1988, kämpar "It Girls" för att få stöd för att bli vald till Balens Drottning. När en ovanlig kandidat dyker upp i tävlingen, börjar några av de andra kandidaterna försvinna spårlöst.

## Rollista (i urval)
- India Fowler – Lori Granger
- Suzanna Son – Megan Rogers, Loris bästa vän
- Fina Strazza – Tiffany Falconer, Loris rival
- David Iacono – Tyler Torres
- Ella Rubin – Melissa Mckendrick
- Chris Klein – Dan Falconer, Tiffanys pappa
- Ariana Greenblatt – Christy Renault
- Lili Taylor – VP Dolores Brekenridge
- Katherine Waterston – Nancy Falconer, Tiffanys mamma
- Brennan Clost – Gerald